# 禿髪ジョク檀
禿髪 傉檀（とくはつ じょくだん）は、五胡十六国時代の南涼の第3代王。禿髪烏孤・禿髪利鹿孤の弟であり、烏孤の在位中は車騎大将軍・広武公に封じられ、利鹿孤の在位中は都督中外諸軍事・涼州牧・録尚書事に任じられ、いずれも軍権は傉檀が掌握していた。
建和3年（402年）に利鹿孤が病没すると、傉檀がその地位を継承して涼王を自称し、弘昌と改元、都も楽都に遷した。しかしそれから数年は夏や北涼の侵入を受けている。周辺からの侵入の原因は南涼の地が小さく、民が貧しいためと考えた傉檀は嘉平7年（414年）に西方の吐谷渾の乙弗部を攻め国力の充実を図った。しかし西秦の軍勢により攻撃を受け楽都は陥落し、傉檀も西秦に降伏して南涼はここに滅亡した。翌年、傉檀は西秦王の乞伏熾磐により毒殺された。

## 宗室

### 妻
- 折掘王后

### 子女
- 禿髪虎台
- 禿髪明徳帰
- 禿髪安周
- 禿髪染干
- 禿髪破羌（後の源賀）
- 禿髪保周
- 女（西秦王后）
- 女（西秦左王后）